# 班克尔马

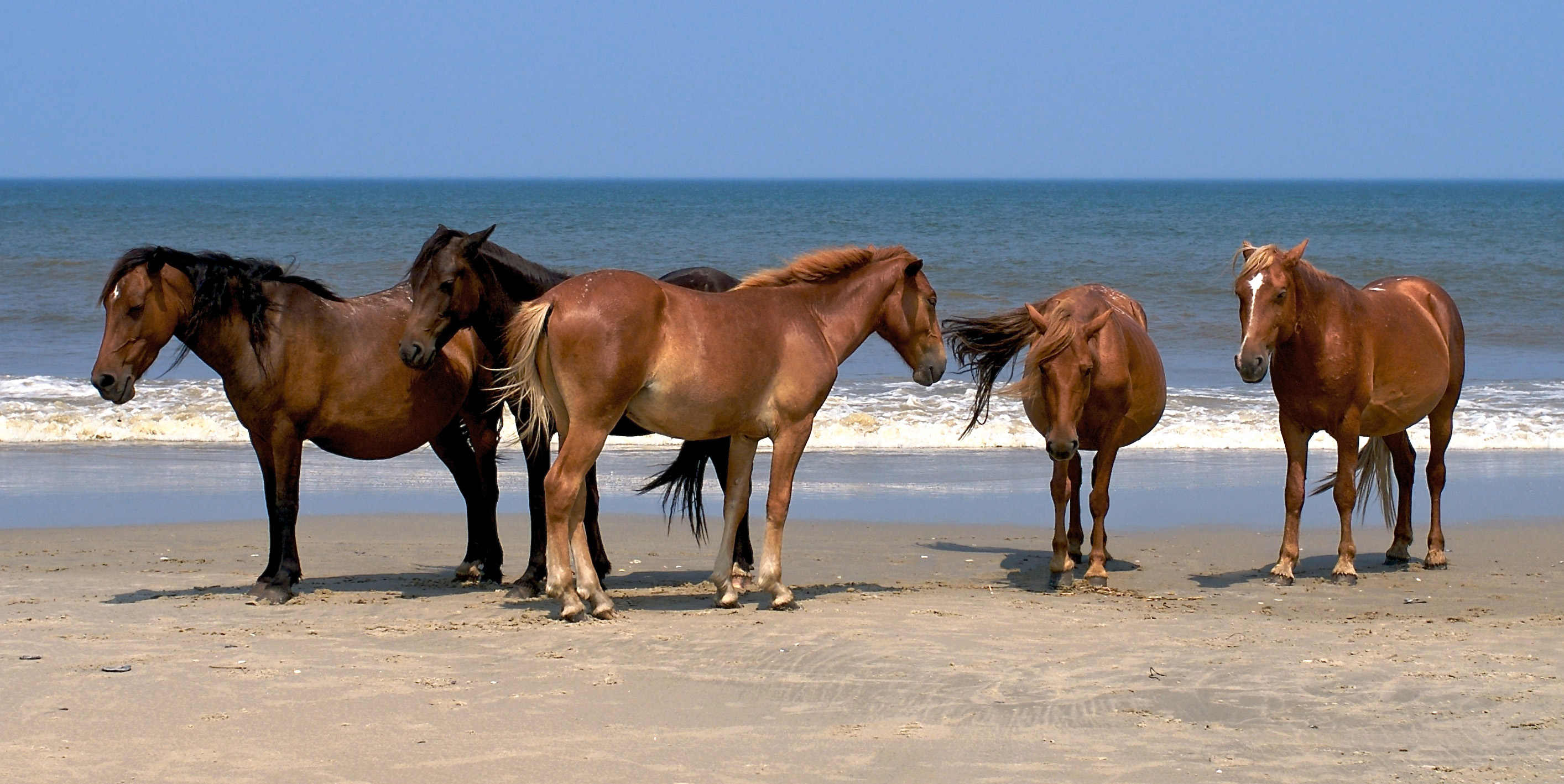
卡罗拉岛上的马群

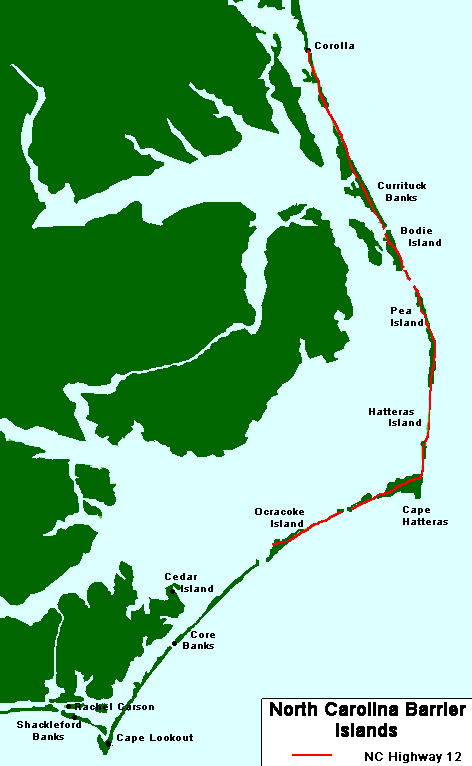
班克尔马分布图

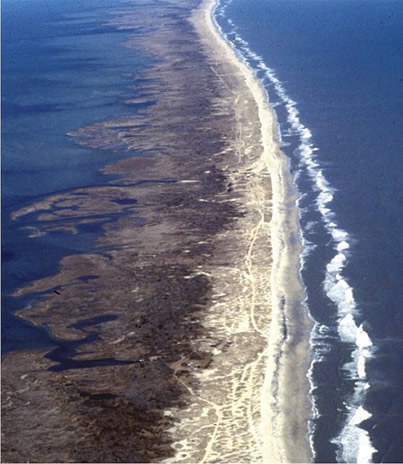
俯视北卡罗莱纳的外海岛屿屏障

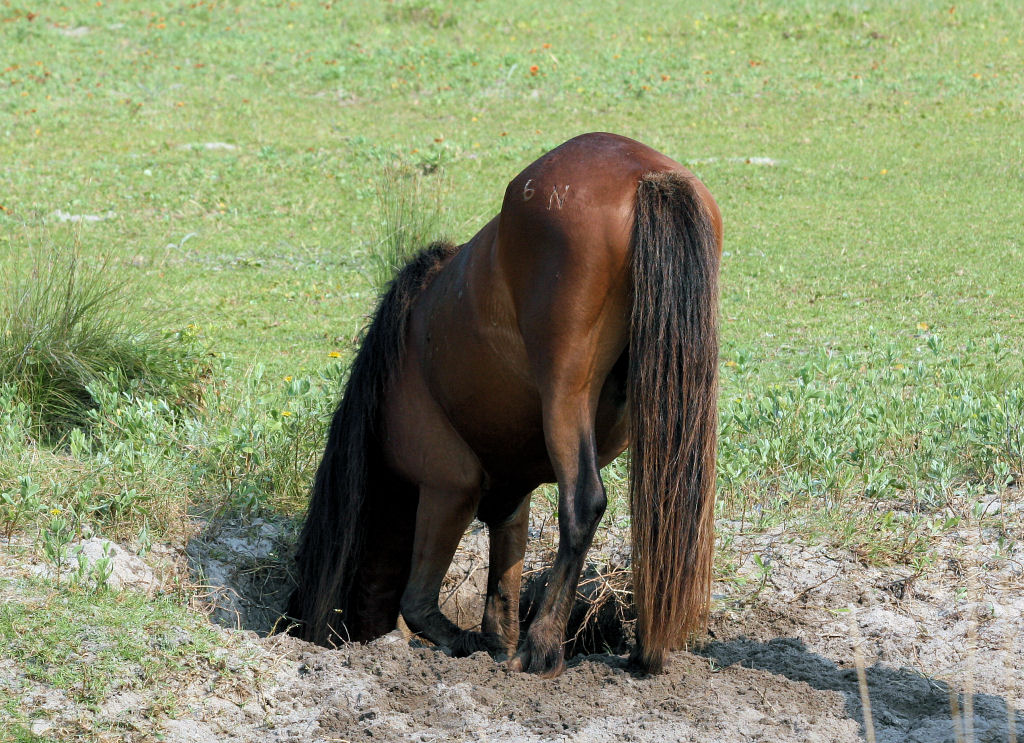
一匹马正在萨可勒福特海岸的马槽里饮水

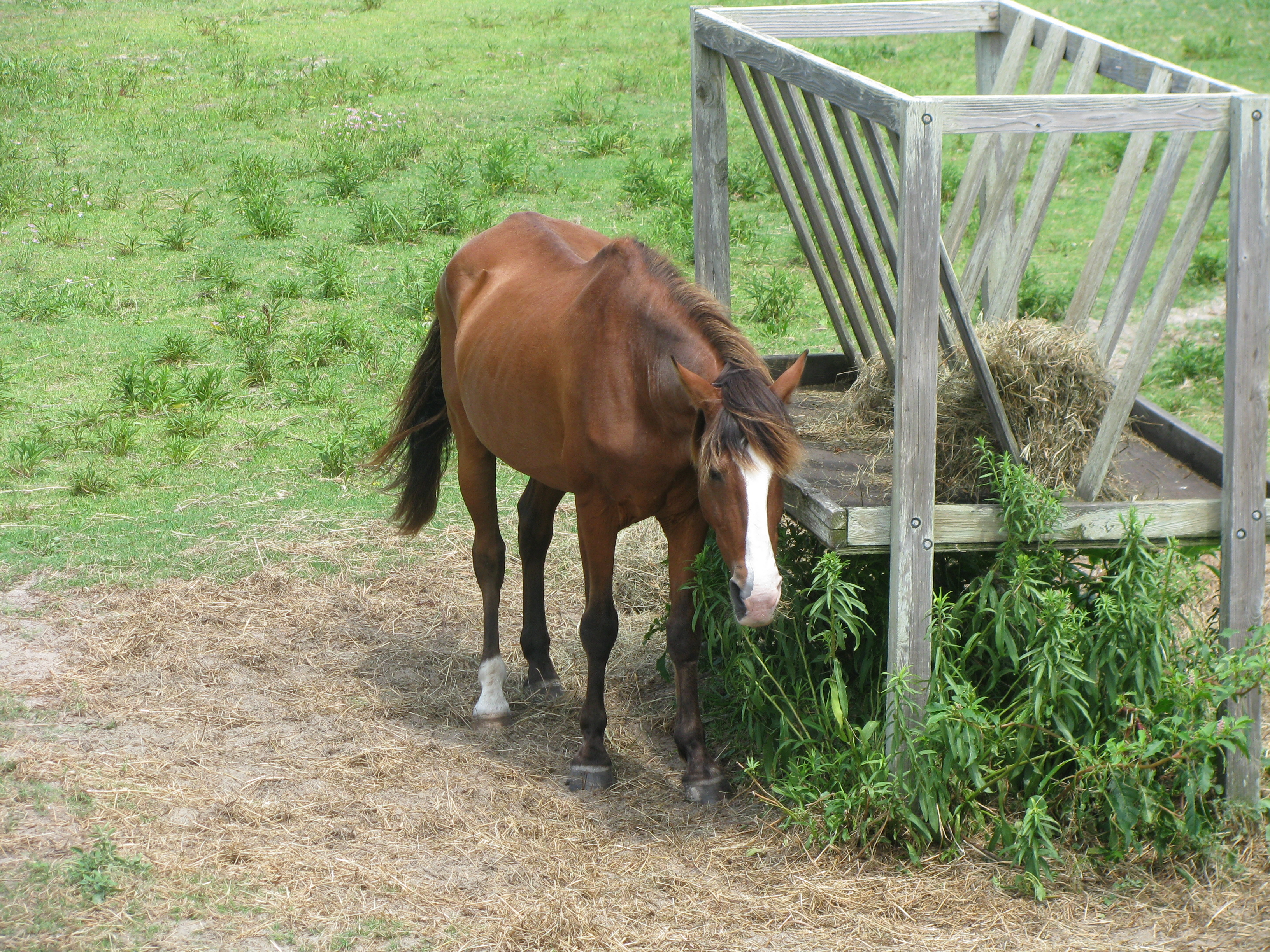
欧克拉克可岛的班克尔马

班克尔马由野生马驯化而来，体型小，性情温顺、耐寒，其主要活动带在美国北卡罗来纳州的外海岛屿海滩。这种马源于西班牙的野生驯养马，可能在16世纪被人们带到美洲大陆。在当时西班牙人卢卡斯或理查德带领的一次远洋探险中，由于装有马匹的船队发生海难，马被遗弃在海岛及周边海滩而成了野生马，这也是班克尔马的初始马种。马群被出事的船队遗弃后，当地居民在欧克拉克可岛、萨可勒福特与卡里塔克海岸以及雷切尔卡森河口的动物栖息地发现了它们。